# (3145) Walter Adams
(3145) Walter Adams es un asteroide perteneciente al cinturón de asteroides, descubierto el 14 de septiembre de 1955 por el equipo de la Universidad de Indiana desde el Observatorio Goethe Link, Brooklyn (Estados Unidos).

## Designación y nombre
Designado provisionalmente como 1955 RY. Fue nombrado Walter Adams en honor al astrónomo estadounidense Walter Sydney Adams.